# كأس إسكتلندا 1977–78
كأس اسكتلندا 1977–78 (بالإنجليزية: 1977–78 Scottish Cup)‏ هو موسم من كأس اسكتلندا. فاز فيه نادي رينجرز.